# Kirchseelte
Kirchseelte là một đô thị thuộc huyện Oldenburg bang Niedersachsen, Đức. Đô thị này có diện tích 14,98 km².